# 海峡線
海峡線（かいきょうせん）は、本州の青森県東津軽郡外ヶ浜町の中小国駅から、津軽海峡の海底下に掘削された青函トンネルを介して北海道上磯郡木古内町の木古内駅とを結ぶ北海道旅客鉄道（JR北海道）が運営する鉄道路線（地方交通線）である。
北海道新幹線開業以前は、すべての列車が直通する東日本旅客鉄道（JR東日本）津軽線およびJR北海道江差線（北海道新幹線開業後の道南いさりび鉄道線）・函館本線のそれぞれ一部区間と合わせて「津軽海峡線」という愛称が付けられていた。交通新聞社の『JR時刻表』やJTBパブリッシングの『JTB時刻表』などの市販時刻表でも「津軽海峡線」として案内され、「海峡線」として案内されることはほとんどなかった。2016年3月26日の北海道新幹線開業以降は、在来線としての「海峡線」は貨物列車・団体臨時列車のみの走行となり、『JR時刻表』・『JTB時刻表』では2016年4月号から路線図・本文とも非掲載となった。

## 概要
津軽海峡で隔てられた本州の青森駅と北海道の函館駅との間には鉄道連絡船として、日本国有鉄道（国鉄）により青函航路（青函連絡船）が運航されていた。しかし、運輸省に1946年（昭和21年）2月、非公式の「津軽海峡連絡隧道委員会」が設置されてより陸上部、海底部の地質調査を長年に亘り行ない、1953年（昭和28年）8月に建設予定線に追加された。1950年代には、朝鮮戦争によるものと見られる浮流機雷がしばしば津軽海峡に流入したり、台風接近下に誤った気象判断によって出航して遭難した洞爺丸事故など、航路の安定が脅かされる事態が相次いで発生した。これらを受けて、太平洋戦争前からあった本州と北海道をトンネルで結ぶ構想が一気に具体化し、船舶輸送の代替手段として、長期間の工期と巨額の工費を費やして青函トンネルが建設されることとなった。1961年（昭和36年）5月に調査線に編入、1970年（昭和45年）に工事線に指定され、翌年9月27日運輸大臣の認可と同年11月に本州北海道両側において本工事の起工式を行ない本格着工となった。
当初は在来線規格での設計であったが、整備新幹線計画に合わせて新幹線規格に変更され、建設された。整備新幹線計画が凍結された後、暫定的に在来線として開業することになったものの、軌間や架線電圧の違いをのぞけば、のちに考案されるスーパー特急方式の原型となった。
国鉄分割民営化後の1988年（昭和63年）3月13日、青函トンネルが開通し、本州と北海道を連絡するJR線として海峡線が開業した。これに伴い、この日限りで青函航路（青函連絡船）の定期運航が終了した。
本州と北海道を結ぶ列車が多く運転されている。開業時は在来線用の狭軌の線路のみが敷設されたが、2016年（平成28年）3月26日の北海道新幹線の開業に向けて、新幹線用の標準軌のレールを併設して三線軌条化された。新幹線開業後は、新幹線列車と在来線の貨物列車とが線路を共用して運行される共用走行区間となっている。北海道新幹線と在来線の分岐点は青森側が新中小国信号場の北側（北海道寄り）、北海道側が木古内駅の西側（本州寄り）に設けられ、開業時からそれに対応した線形となっている。
保安装置は自動列車制御装置 (ATC) が採用され、開業当時東北新幹線の全線（東京駅 - 盛岡駅間）で使用されていたアナログATC（ATC-2型）との互換性を持つATC-L型が導入されていた。ただし、JR各社はその後新幹線のATCシステムのデジタル化を進め、東北新幹線では2007年（平成19年）7月22日から全線がデジタルATC (DS-ATC) へ移行したため、新幹線との互換性保持は意味を持たなくなった。このため、北海道新幹線開業にあわせて海峡線もデジタルATC (DS-ATC) を導入している。
開業当初、青函トンネル内には竜飛海底駅・吉岡海底駅が設置されていた。これらは同トンネルの避難施設を活用した見学施設であり、見学者以外の一般旅客が利用することはできない特殊な駅であった。吉岡海底駅は北海道新幹線工事の資材基地として使用されるため、2006年（平成18年）3月18日に定期列車の停車を終了し、同年8月28日から見学コースが中止されて全列車通過となった。竜飛海底駅も2013年（平成25年）11月11日から見学コースが終了して全列車通過となった。
2014年（平成26年）3月15日に竜飛海底駅・吉岡海底駅・知内駅が廃止された後、当路線の津軽今別駅（2016年3月26日からは奥津軽いまべつ駅） - 木古内駅間は、JRの全路線で最も駅間距離が長い区間となった（営業キロ：74.8 km）。当路線の中間駅は津軽今別駅のみとなったが、津軽今別駅も2015年（平成27年）8月10日から全列車通過となり、2016年3月26日付で正式に廃止され、北海道新幹線の奥津軽いまべつ駅として再開業した。
北海道新幹線開業に合わせ、DS-ATCの導入や電圧の引き上げといった設備更新がされたため、特急や寝台列車といった従来の電車・電気機関車は海峡線を走行できなくなった。その後木古内駅に残されていた海峡線の旅客ホームも2017年に撤去され、在来線としては事実上貨物専用線となっている。現在海峡線を走行可能な在来線旅客列車は「TRAIN SUITE 四季島」のような団体臨時列車のみとなっている。
在来線としての海峡線の運賃区分は地方交通線である。線路を共用する北海道新幹線については幹線運賃が適用されており、同じ線路に対して2種類の運賃が設定された状態になっている。

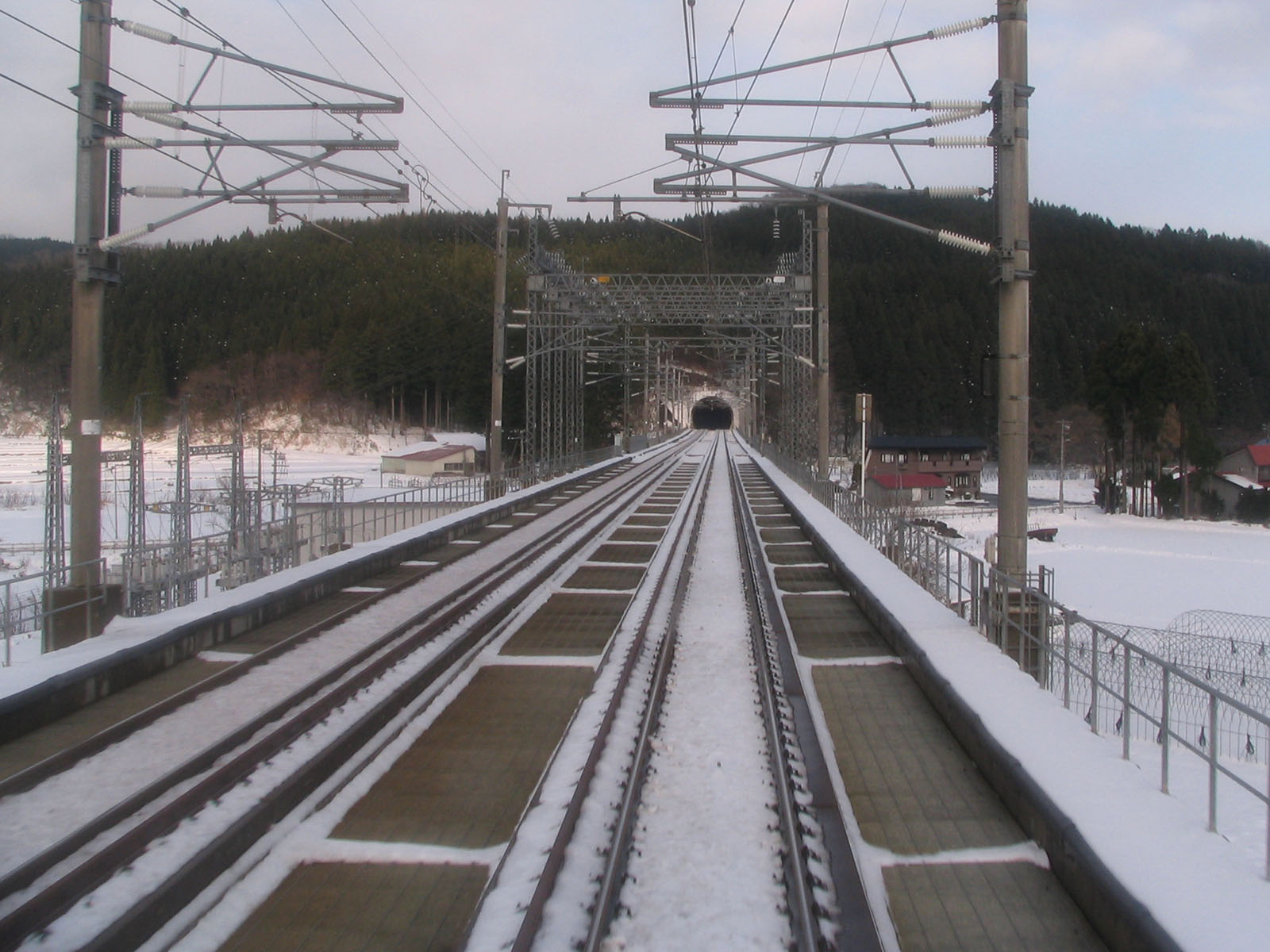
2007年時点では、一部区間が三線軌条化されていた。 特急「スーパー白鳥」車内より（2007年11月撮影）[注釈 5]。
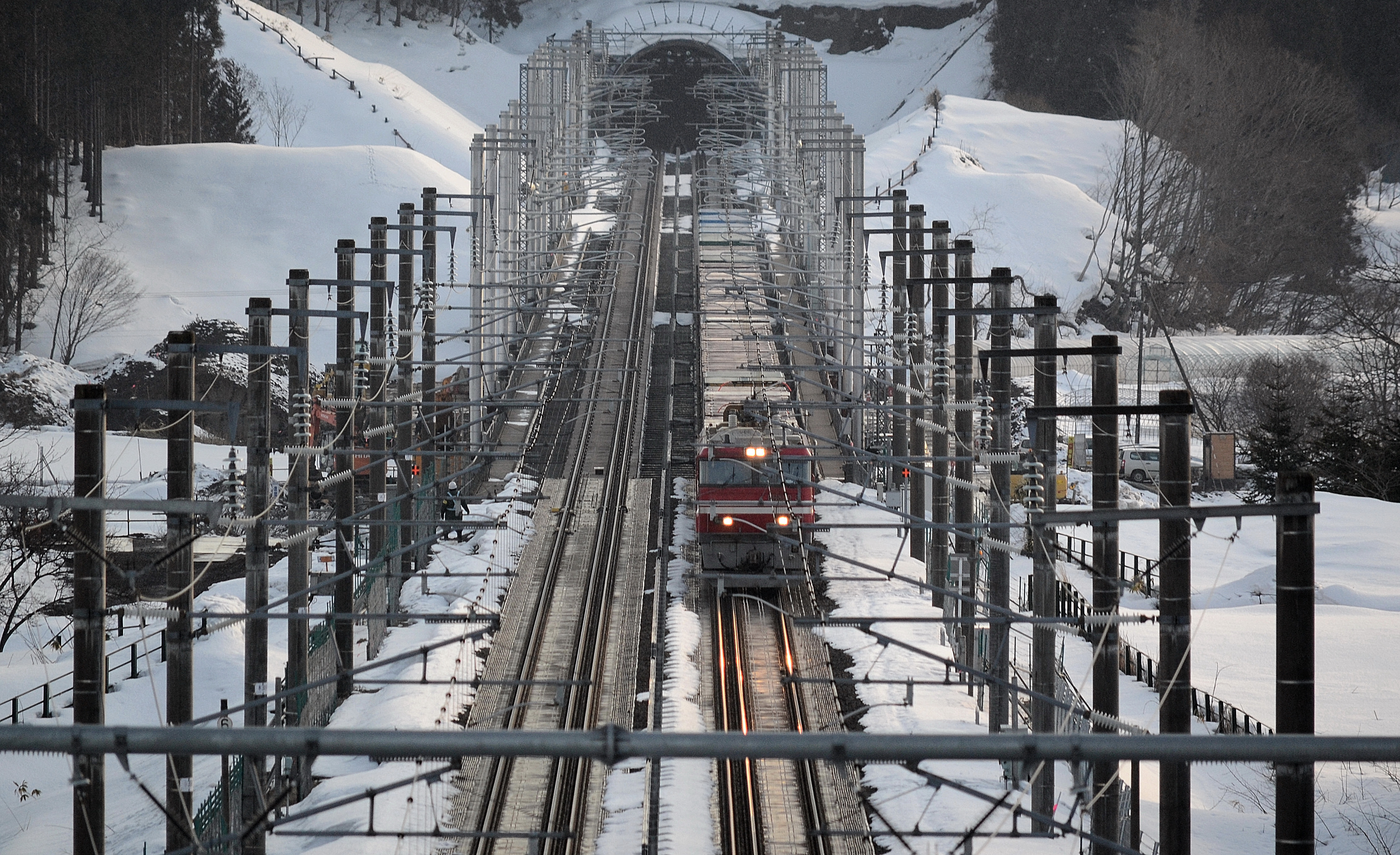
北海道側から見た海峡線、上下線ともに全線が三線軌条化されている（2016年3月撮影）
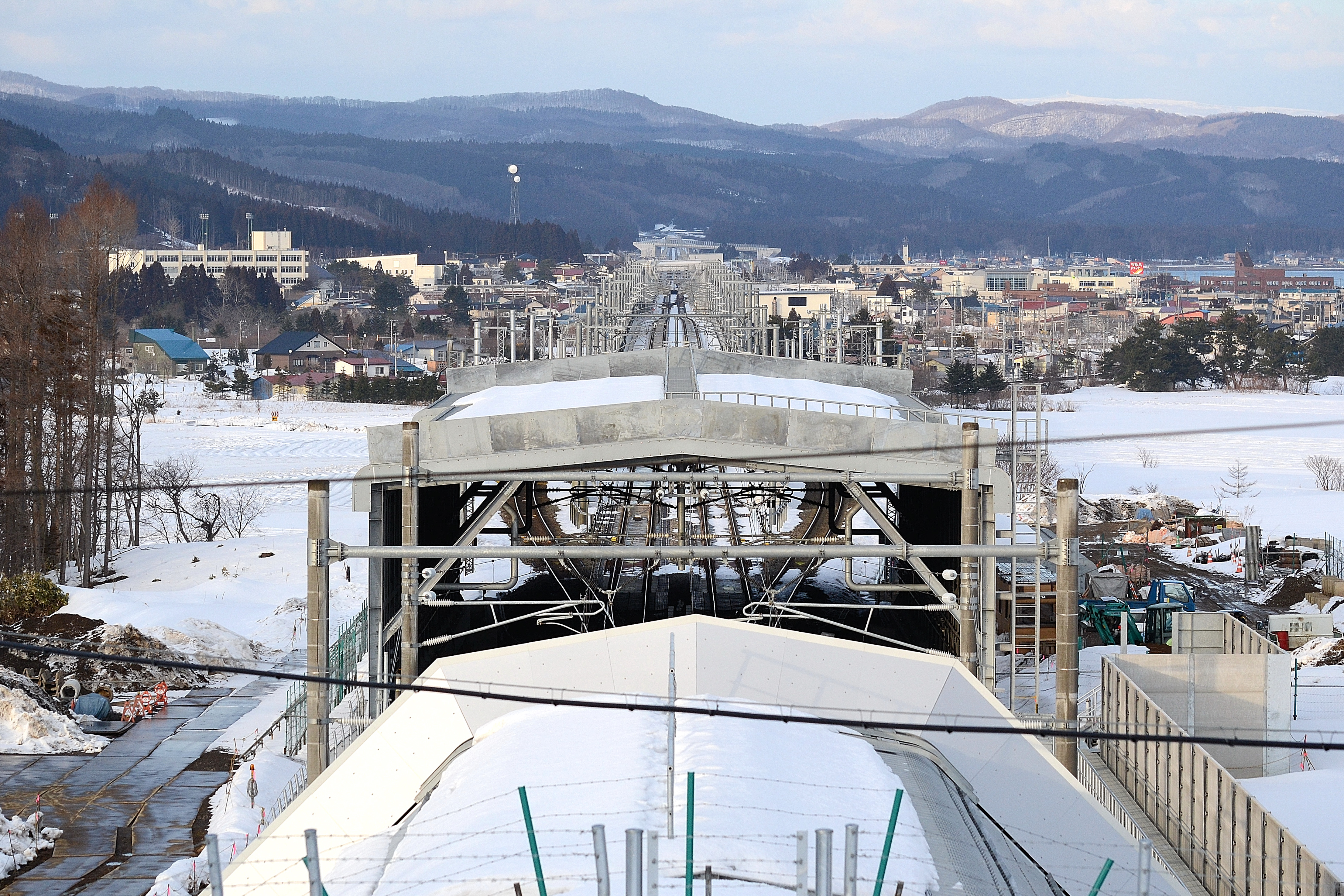
海峡線の木古内駅方面を見る。奥には北海道新幹線の木古内駅の駅舎、手前のシェルターで覆われている所が北海道新幹線と在来線との分岐点である。在来線は新幹線の高架橋の両脇をスロープで下りS字カーブにより右に曲がりその後に左に曲がって木古内駅に繋がる。
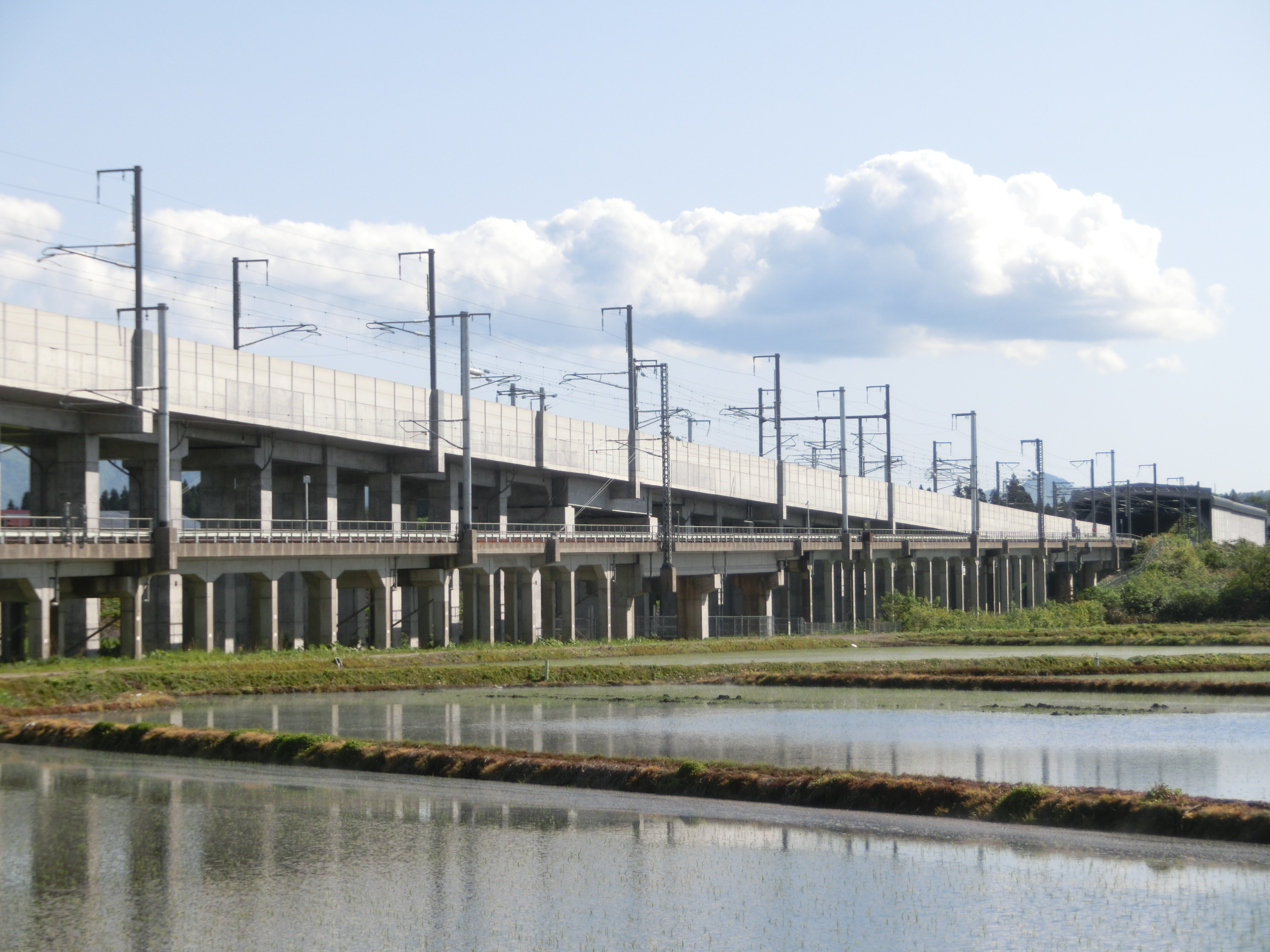
地上側から見た北海道新幹線と在来線との分岐点、左側から右側にかけて斜めに上がる高架橋が在来線用のスロープ

### 路線データ
- 路線距離（営業キロ）：中小国駅 - 木古内駅間 87.8 km
- 所有者：独立行政法人 鉄道建設・運輸施設整備支援機構
- 運営者（事業種別）：北海道旅客鉄道（JR北海道・第一種鉄道事業者）・日本貨物鉄道（JR貨物・第二種鉄道事業者）
  - 書類上では中小国駅が起点であるが、実際にJR東日本津軽線から線路が分岐しているのは新中小国信号場であり、中小国駅 - 新中小国信号場間 (2.3 km) は津軽線との重複区間である。なお、中小国駅は2027年4月にJR東日本の駅としては廃止される予定だが（「津軽線#存廃問題」も参照）、JR北海道としての中小国駅ならびに当該重複区間の扱いについては現時点で公表されていない。
- 建設主体：日本鉄道建設公団（現 独立行政法人 鉄道建設・運輸施設整備支援機構）
- 軌間：
  - 1,067 mm（中小国駅 - 新中小国信号場間）
  - 1,067 mm と 1,435 mm の三線軌条（新中小国信号場 - 木古内駅間）
- 駅数：3駅（起終点駅含む）
  - 旅客駅：3駅
    - ただし、奥津軽いまべつ駅では駅構内の待避線を通過するのみで、海峡線の旅客ホームは存在しない。木古内駅の海峡線ホームも、津軽海峡線の在来線定期列車運行終了に伴い2017年に撤去された。

  - 貨物駅：0駅
  - 信号場：2か所
    - 津軽今別駅の廃止以降、海峡線には所属駅が存在しない。中小国駅は当初から津軽線所属である[7]。2016年（平成28年）3月25日までは江差線所属であった終点の木古内駅も、翌日から江差線が道南いさりび鉄道へ移管され、JRとしての定期旅客営業も新幹線のみとなるため、新設の奥津軽いまべつ駅とともに北海道新幹線の所属駅として計上されるようになった[8]。新中小国信号場は設置当初から海峡線所属であるが[7]、新幹線開業後の湯の里知内信号場の所属線は不明。
- 複線区間：新中小国信号場 - 木古内駅間
  - 2014年5月12日に江差線木古内駅 - 江差駅間が廃止されるまで、下り線は江差方面からの合流点と木古内駅までの区間のみ江差線（上下単線）と線路を共用していた。
- 電化区間：
  - 中小国駅 - 新中小国信号場間（交流20,000 V・50 Hz）
  - 新中小国信号場 - 木古内駅間（交流25,000 V・50 Hz[新聞 7]）
    - 交流20,000 V・50 Hz 電化の当線中小国駅 - 新中小国信号場間（および津軽線）・道南いさりび鉄道線とのき電区分所（交交セクション）はそれぞれ、新中小国信号場の青森方（中小国駅三厩方）、木古内駅の函館方にある。北海道新幹線開業前の2016年3月21日までは、新中小国信号場 - 木古内駅間も交流20,000 V・50 Hz 電化だった。
- 閉塞方式：
  - 自動閉塞式（中小国駅 - 新中小国信号場間）
  - 車内信号閉塞式（新中小国信号場 - 木古内駅間）
- 保安装置：
  - ATS-SN（中小国駅 - 新中小国信号場間）
  - DS-ATC（新中小国信号場 - 木古内駅間）
- 最高速度：
  - 100 km/h（中小国駅 - 新中小国信号場間）
  - 140 km/h（新中小国信号場 - 木古内駅間）[1]
- 運転指令所：函館指令センター
- 踏切：1か所（木古内道々踏切。木古内駅構内扱い）[注釈 6]

海峡線全線が北海道旅客鉄道函館支社の管轄である。ただし、中小国駅 - 新中小国信号場（構内除く）間の施設は東日本旅客鉄道盛岡支社の管理下に置かれている。

### 区間別の利用状況

#### 輸送密度
旅客輸送密度は以下の通り。
| 年度                 | 輸送密度 （人/日） |
| -------------------- | ------------------ |
| 2014年（平成26年）度 | 3,851              |
| 2015年（平成27年）度 | 3,706              |
| 2016年（平成28年）度 | 4                  |
| 2017年（平成29年）度 | 5                  |
| 2018年（平成30年）度 | 5                  |

※2016年度以降は、臨時列車のみ輸送密度に計上されている。

#### 収支・営業係数
収支（営業収益、営業費用、営業損益）と営業係数は以下の通り。いずれも管理費を含めた金額である。▲はマイナスを意味する。
| 年度                 | 収支（百万円） | 収支（百万円） | 収支（百万円） | 営業係数 （円） |
| 年度                 | 営業収益       | 営業費用       | 営業損益       | 営業係数 （円） |
| -------------------- | -------------- | -------------- | -------------- | --------------- |
| 2014年（平成26年）度 | 3,333          | 4,216          | ▲883           | 126             |

## 運行形態
北海道新幹線開業後は、基本的に貨物輸送のみで、在来線としての旅客列車は団体臨時列車を除き運行されていない。海峡線単独の列車はなく、すべての列車が青森駅および五稜郭駅以遠から発着する。なお、起点の中小国駅は海峡線の全列車が通過する。
旅客列車は、1988年（昭和63年）3月13日の海峡線開業時から在来線として、当路線と津軽線、江差線、函館本線を経由する津軽海峡線として運行されてきたが、2016年3月の北海道新幹線開業に伴い、全ての在来線旅客列車が定期運行を終了した。

### 貨物列車
本州と北海道を結ぶ物流の動脈として、日本貨物鉄道（JR貨物）による貨物列車が多数設定されている。津軽海峡を越える道路はなく、航空機や船舶と比較して天候に左右されにくい貨物の安定輸送は本路線の大きな存在意義である。
なお、1994年（平成6年）3月1日改正時より海峡線を通る貨物列車の完全コンテナ化を完了し、車扱輸送は甲種輸送を残してほぼ消滅した。現在はコンテナ列車が中心で、危険物など一部の貨物は安全対策のため青函トンネル経由の輸送が制限される（青函トンネル#走行車両も参照）。

## 北海道新幹線開業前の試運転と地上設備の事前確認と最終切替
海峡線は、2016年（平成28年）3月26日の北海道新幹線開業に向けて、夜間の1時から3時30分頃まで、新函館北斗駅 - 新青森駅間を1日3往復程度、H5系を使用した訓練運転を兼ねた試運転を週に4回実施していた。試運転が行われる時間帯では、架線電圧を20,000Vから25,000Vに、信号保安設備を在来線用のATC-Lから新幹線用のDS-ATCにそれぞれ切替え、この区間における在来線用の運行管理システムを停止させた後に北海道新幹線総合システム (CYGNUS) を立ち上げてJR東日本の新幹線総合システム (COSMOS) と接続することで、全線において新幹線の運行を可能な状態にして行われていた。
試運転終了後にはその都度架線電圧・信号保安設備・運行管理システムを在来線用に戻していたが、これでは開業後に運行される在来線 - 共用走行区間（海峡線） - 在来線を走行するEH800形牽引による貨物列車の試運転ができない。そこで、海峡線を通過する在来線の列車を丸々1日以上にわたって運休させ、架線電圧と信号保安設備を25,000VとDS-ATCに切替え、運行管理システムは在来線用とCYGNUSを接続させることで、すべてを開業後の形態に切替えて、貨物列車が在来線から共用走行区間に直通できることと共に、共用走行区間（海峡線）で新幹線と貨物列車の双方を走らせた状態で、開業後の運行システムが24時間安定して稼動することを確認する地上設備最終切替えの事前確認が、2016年（平成28年）1月1日に実施された。
また、北海道新幹線開業の直前にあたる同年3月21日から25日にかけて、架線電圧・信号保安設備・運行管理システムを、開業後の形態にすべて切替える地上設備最終切替えが実施され、数日間にわたって海峡線を通過する在来線列車は運休となったが、貨物列車は切換え後の架線電圧・信号保安設備・運行管理システムに対応しているため、この期間も運行していた。

## 歴史
- 1988年（昭和63年）3月13日：海峡線中小国駅 - 木古内駅間 (87.8 km) 開業[2]。同区間に新中小国信号場・津軽今別駅（現・奥津軽いまべつ駅）[2][14]・竜飛海底駅[2][14]・吉岡海底駅[2][14]・新湯の里信号場を新設。線内の最高速度は開業当初120 km/hであった[15]。
- 1990年（平成2年）
  - 7月1日：新湯の里信号場が旅客駅化され、知内駅として開業[2][14]。
  - 9月12日：津軽海峡線の営業最高速度140 km/h運転に向けた速度試験を線内で実施し、485系電車を使用して160 km/hを達成した[16]。
- 1991年（平成3年）3月16日：中小国駅（中小国信号所） - 木古内駅間[注釈 8]の最高速度を従来の120 km/hから140 km/hに引き上げ、これにより青森駅 - 函館駅間の特急の所要時間が7分程度短縮された[17]。
- 2002年（平成14年）12月1日：快速「海峡」が廃止され、津軽海峡線の普通列車が消滅したことに伴い、同線を通過する旅客列車が急行・特急列車のみとなる[報道 18]。
- 2006年（平成18年）
  - 3月18日：吉岡海底駅への定期列車の停車を終了[報道 4]。
  - 8月28日：吉岡海底駅が全列車通過となり、臨時駅となる[報道 5][新聞 1]。
- 2013年（平成25年）11月11日：竜飛海底駅の見学コース終了に伴い、竜飛海底駅が全列車通過となる[報道 6]。
- 2014年（平成26年）3月15日：竜飛海底駅・吉岡海底駅・知内駅が廃止[報道 7]。竜飛海底駅、吉岡海底駅はそれぞれ竜飛定点、吉岡定点となり、知内駅は知内信号場となる。
- 2015年（平成27年）
  - 4月3日：青函トンネル内を走行していた特急「スーパー白鳥34号」の車両下で発煙する事故が発生し、青函トンネル開業後初めて、乗客・乗員が竜飛定点を経由して地上へ避難する事態になった[報道 19][新聞 8][新聞 9]。同月10日にはこの事故を受け、避難誘導マニュアルの改訂がなされる記者会見がなされた。また、7日に社内委員会を設置したと発表された[新聞 10]。
  - 8月10日：北海道新幹線関連工事に伴い、同日限りで津軽今別駅が全列車通過となる[報道 8][新聞 4][新聞 5]。
  - 8月21日：EH800形電気機関車の故障が発生。札幌貨物ターミナル駅行きの貨物列車運行において知内町側の出口まで約5 km地点のトンネル内で緊急停車し、電圧の変換装置を電流停止の応急処置後に運転再開、木古内駅へ到着後にJR貨物社員が故障を確認した。JR北海道の発表では、この故障の障害の影響で特急列車4本が最大53分遅延した[新聞 11]。
  - 12月31日：同日深夜から2016年（平成28年）1月2日早朝にかけて、北海道新幹線開業に備えた地上設備最終切り替えの事前確認実施に伴い全面封鎖。そのため、2016年（平成28年）1月1日は貨物列車含めて終日運休[報道 12][報道 13][報道 14]。
- 2016年（平成28年）
  - 3月21日：この日をもって特急「白鳥」・「スーパー白鳥」、急行「はまなす」の運行が終了[報道 15][報道 16]。
  - 3月22日：架線電圧を交流20,000 V・50 Hzから交流25,000 V・50 Hzに昇圧[新聞 7]。
  - 3月22日 - 25日：北海道新幹線の開業準備に伴い、特急「白鳥」・「スーパー白鳥」、急行「はまなす」を全区間運休[報道 15][報道 16]。貨物列車については平常通り運行[報道 17]。
  - 3月26日：北海道新幹線の新青森駅 - 新函館北斗駅間開業に伴い、新中小国信号場 - 木古内駅間が三線軌条による新幹線・在来線の共用区間となる[18]。津軽今別駅を廃止し[報道 9]、津軽今別駅の位置に奥津軽いまべつ駅が開業[報道 20][報道 21]。特急「白鳥」・「スーパー白鳥」、急行「はまなす」が廃止され、同線を運行する在来線定期旅客列車が消滅[報道 20][報道 21]。また、臨時寝台特急「カシオペア」も廃止[報道 2][報道 3][報道 20][報道 21]。
  - 6月4日：「カシオペアクルーズ」より団体臨時列車という形で在来線の旅客列車が運行再開[報道 22][報道 23][新聞 12][19]。

## 駅一覧
- 海峡線では、在来線での定期旅客列車の運行は行われておらず、旅客列車は団体臨時列車のみの運行である。
- 表内のこの背景色の部分（竜飛定点 - 吉岡定点）は青函トンネル内にある。

| 架線 電圧 | 駅名                           | 営業キロ | 営業キロ | 接続路線・備考 | 所在地         | 所在地         | 所在地        |
| 架線 電圧 | 駅名                           | 駅間     | 累計     | 接続路線・備考 | 所在地         | 所在地         | 所在地        |
| --------- | ------------------------------ | -------- | -------- | --- | -------------- | -------------- | ------------- |
| 20kV      | 中小国駅                       | -        | 0.0      | 東日本旅客鉄道：■津軽線                                                                                              | 青森県東津軽郡 | 青森県東津軽郡 | 外ヶ浜町      |
| 25kV      | （新中小国信号場）             | -        | 2.3      | JR東日本津軽線とJR北海道海峡線・北海道新幹線の実際の分岐点                                                           | 青森県東津軽郡 | 青森県東津軽郡 | 外ヶ浜町      |
| 25kV      | （大平分岐部）                 | -        | 3.9      | 新中小国信号場構内扱い。北海道新幹線との共用区間始点                                                                 | 青森県東津軽郡 | 青森県東津軽郡 | 外ヶ浜町      |
| 25kV      | 奥津軽いまべつ駅               | 13.0     | 13.0     | 北海道旅客鉄道：北海道新幹線 東日本旅客鉄道：■津軽線（津軽二股駅） 海峡線（狭軌）は旅客用のホーム無し。津軽今別駅跡  | 青森県東津軽郡 | 青森県東津軽郡 | 今別町        |
| 25kV      | （竜飛定点）                   | -        | 32.5     | 緊急時の避難施設として使用。旧・竜飛海底駅                                                                           | 青森県東津軽郡 | 青森県東津軽郡 | 外ヶ浜町      |
| 25kV      | （この間で津軽海峡を横断する） |          |          | |                |                |               |
| 25kV      | （吉岡定点）                   | -        | 55.5     | 緊急時の避難施設として使用。旧・吉岡海底駅                                                                           | 北海道         | 松前郡 福島町  | 松前郡 福島町 |
| 25kV      | （湯の里知内信号場）           | -        | 76.0     | 海峡線（狭軌）の待避施設として使用。旧・知内信号場（←知内駅←新湯の里信号場）                                         | 北海道         | 上磯郡         | 知内町        |
| 25kV      | （木古内分岐部）               | -        | 85.9     | 木古内駅構内扱い。北海道新幹線との共用区間終点。                                                                     | 北海道         | 上磯郡         | 木古内町      |
| 25kV      | 木古内駅                       | 74.8     | 87.8     | 北海道旅客鉄道：北海道新幹線 道南いさりび鉄道：■道南いさりび鉄道線 (sh01) 海峡線の旅客用ホームは撤去され存在しない。 | 北海道         | 上磯郡         | 木古内町      |

1. ↑  海峡線の列車はすべて通過するため、中小国駅での列車の乗り換えはできず、実質的な乗換駅は蟹田駅となっていた。
2. ↑  すべて渡島管内に所在。

有人駅は奥津軽いまべつ駅と木古内駅で、中小国駅は無人駅である。

### 廃止駅
現在も新幹線駅・信号場として使用されているものも含む。
- 津軽今別駅（新中小国信号場 - 竜飛海底駅間） - 奥津軽いまべつ駅と同一地点。2016年3月25日廃止[報道 9][新聞 6]。
- 竜飛海底駅（津軽今別駅 - 吉岡海底駅間） - 2014年3月15日廃止[報道 7]。廃止後は定点としての機能のみ残され、緊急時の避難所として使用される。青函トンネル記念館青函トンネル竜飛斜坑線の体験坑道駅に接続していた。
- 吉岡海底駅（竜飛海底駅 - 知内駅間） - 2014年3月15日廃止[報道 7]。廃止後は定点としての機能のみ残され、緊急時の避難所として使用される。
- 知内駅（吉岡海底駅 - 木古内駅間） - 2014年3月15日廃止。現・湯の里知内信号場。

### 過去の接続路線
- 木古内駅：江差線（江差方面） - 2014年（平成26年）5月12日廃止。